# Puig de Bonany
El Puig de Bonany està situat entre els termes de Petra, Vilafranca de Bonany i Sant Joan de Sineu a l'illa de Mallorca. Presenta una altitud de 317 m i al cim del puig es troba l'ermita del mateix nom. Abans era conegut com puig de Maria o puig de son Burguès.
L'ermita fou aixecada al segle xvii en honor d'una Mare de Déu trobada, si bé l'edifici actual en estil neoclàssic data de la dècada dels anys vint del segle xx, quan fou reconstruïda després de ser destruïda per un llamp. A uns pocs metres de l'ermita, al camí que hi mena hi ha una creu de pedra, dissenyada per l'artesà local Joan Vives Lliteras, i que hi fou clavada en commemoració del darrer sermó que feu Fra Juníper Serra abans de partir cap a Amèrica. A la tercera festa de Pasqua, els tres pobles que comparteixen el puig i altres de contrades pròximes, hi celebren una pancaritat.

## Galeria Fotogràfica

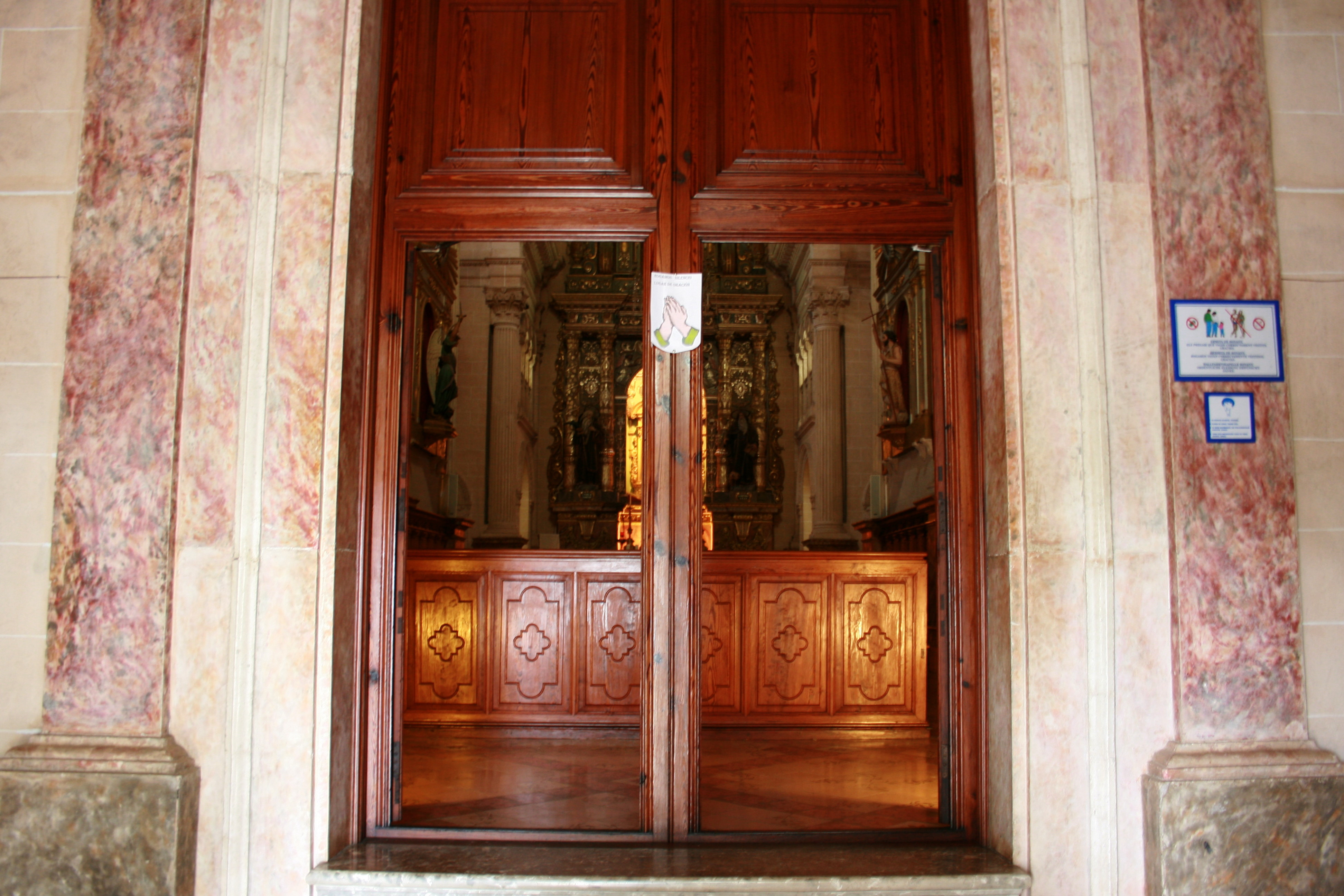
Portal de l'església
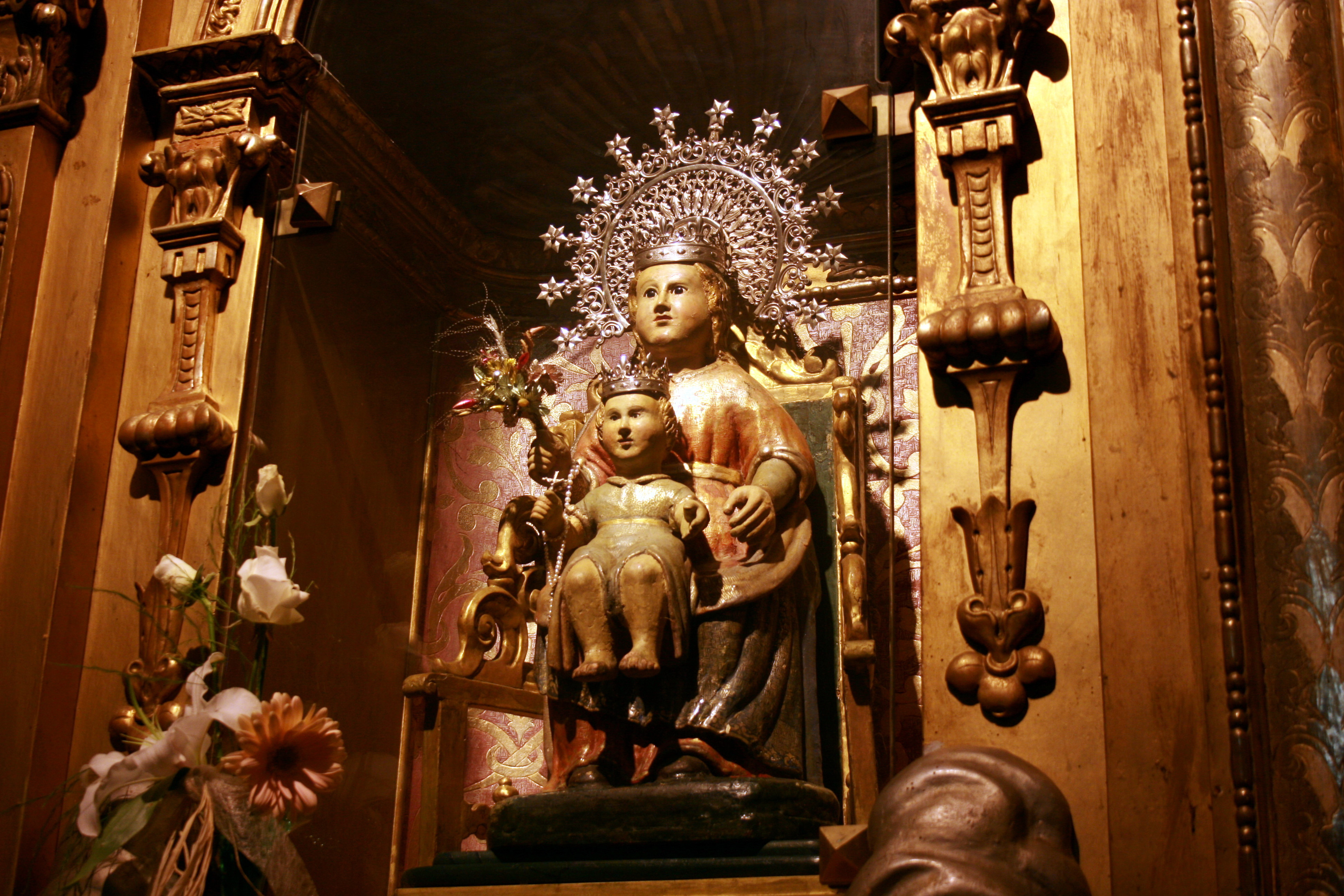
Imatge Mare de Déu de Bonany
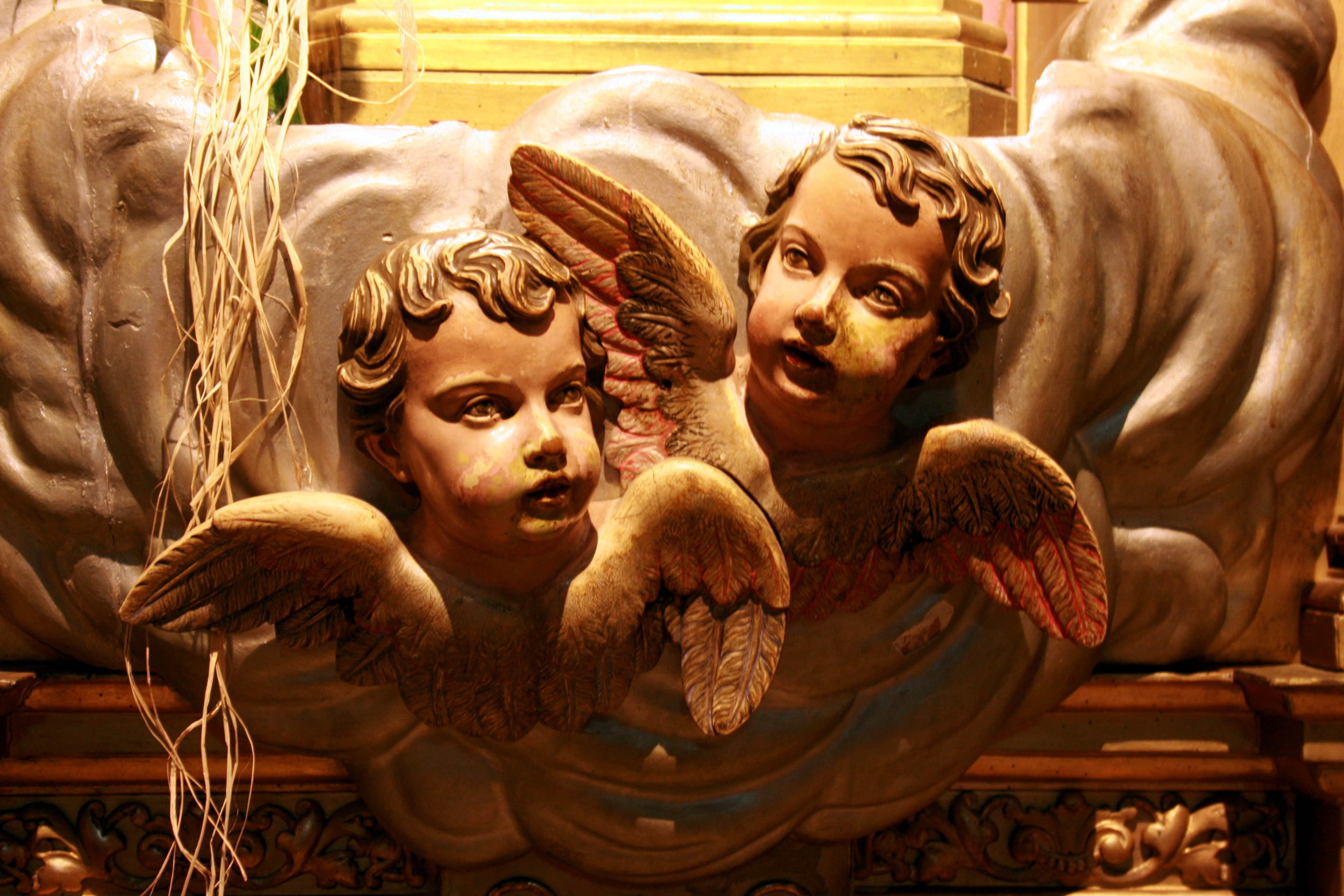
Detall ornamental de l'Altar
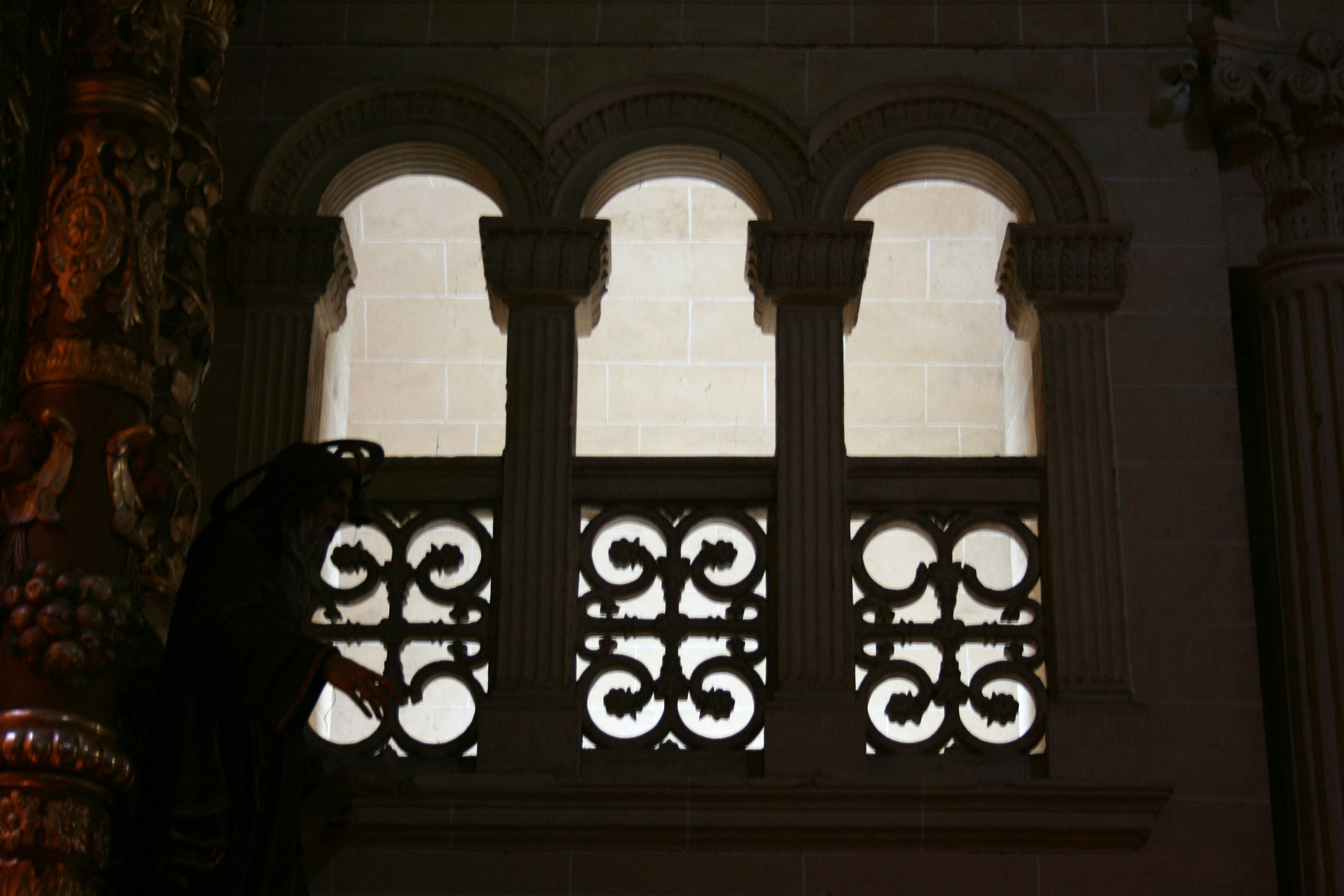
Cor de l'església
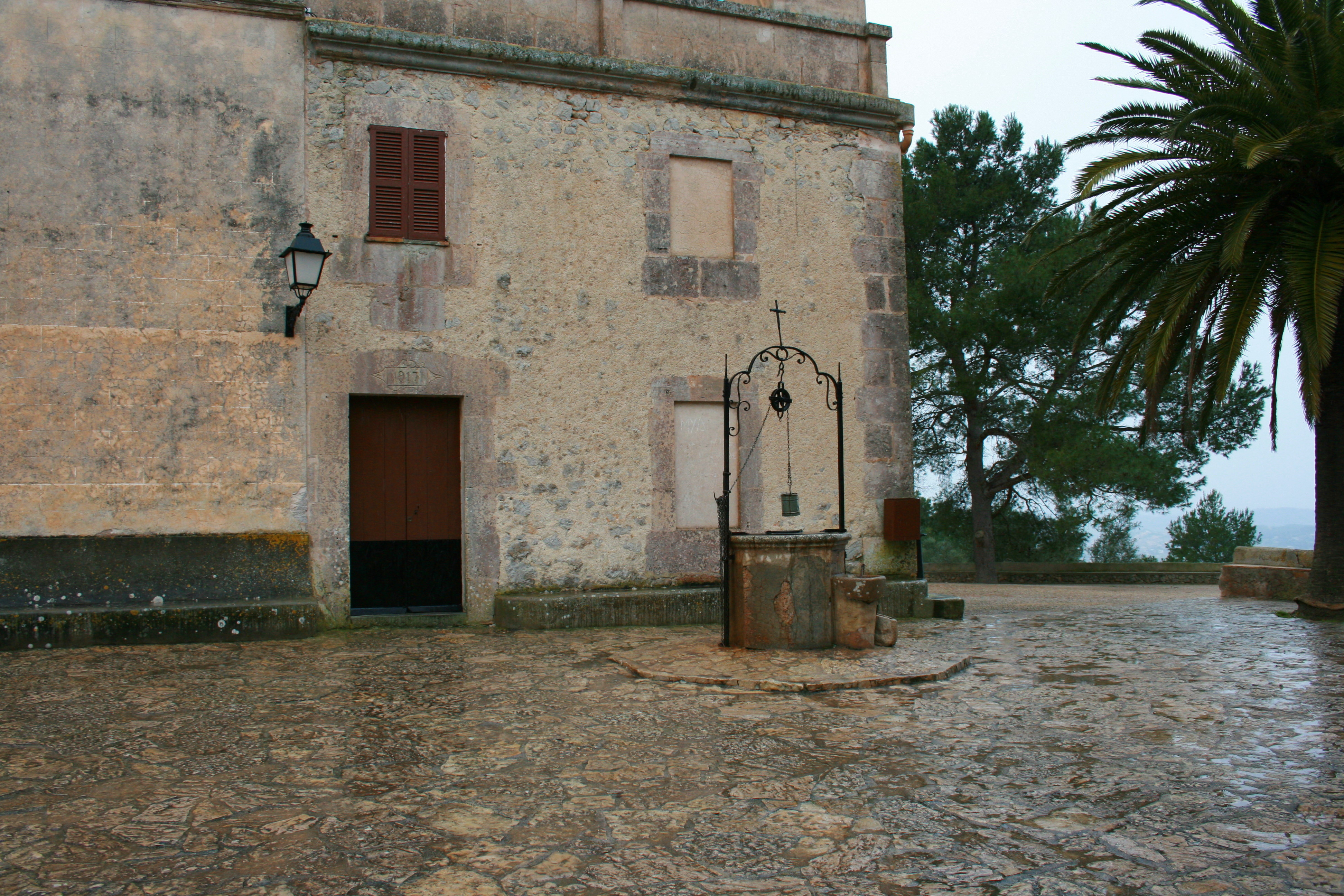
Cisterna del pati
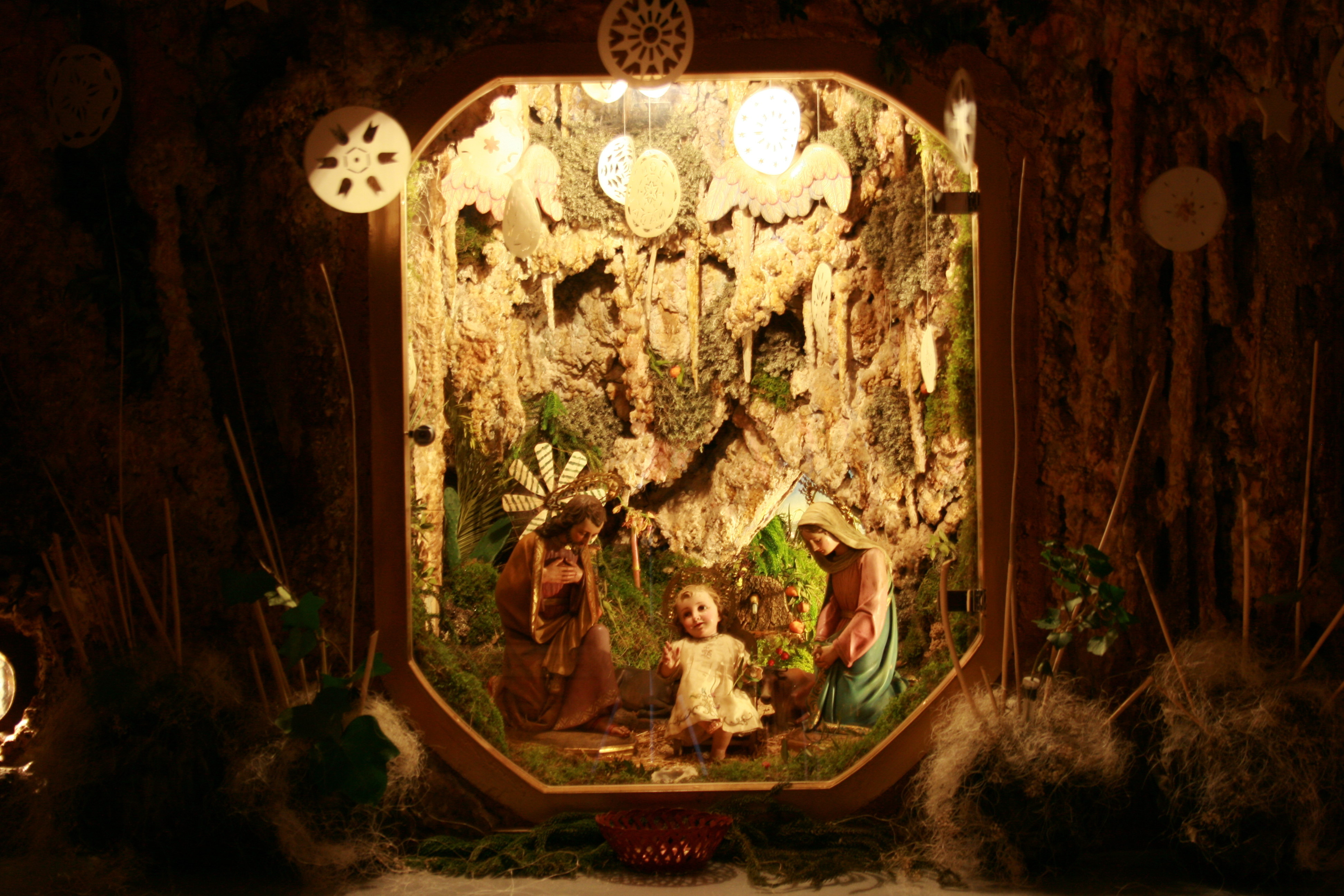
Pessebre
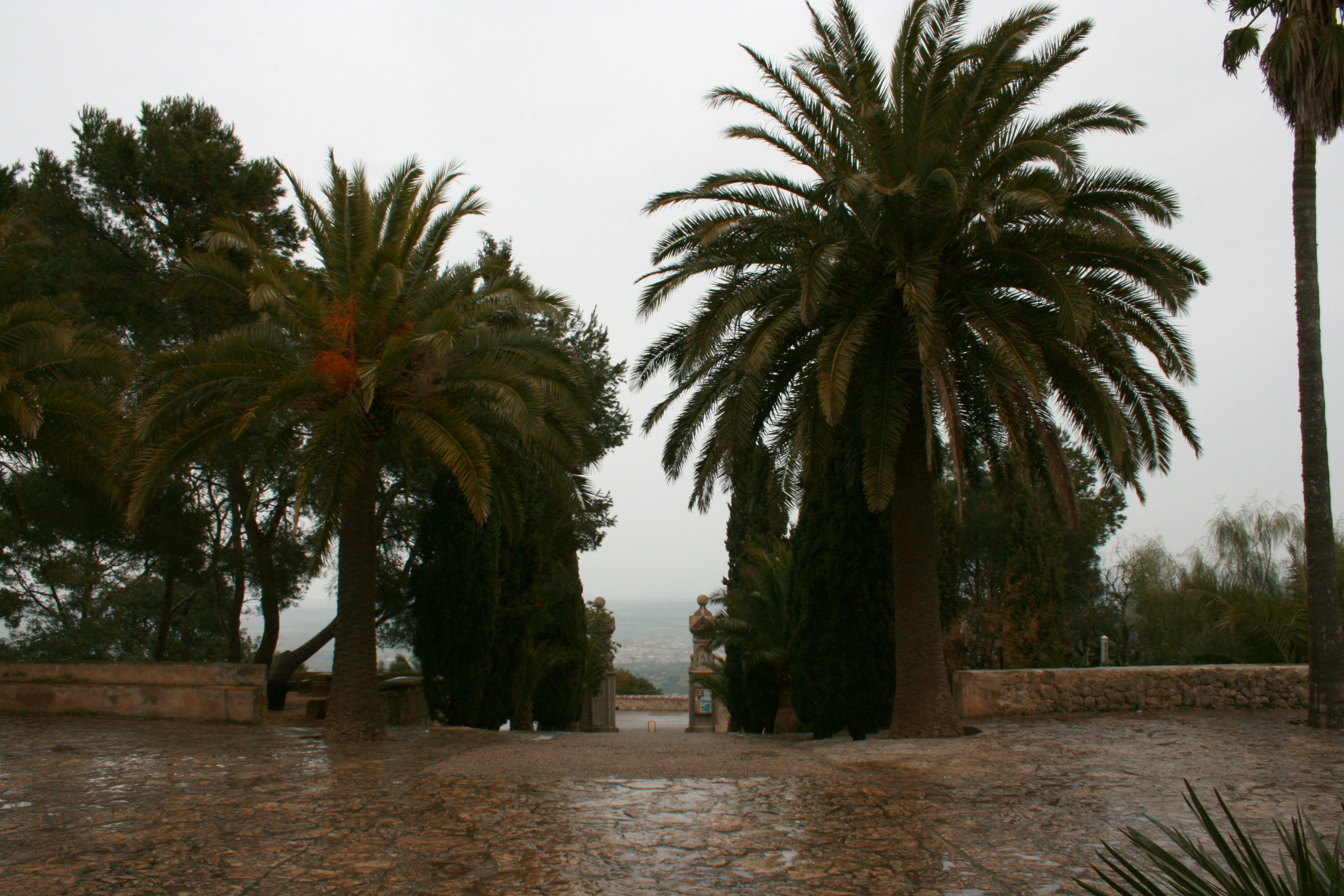
Vista del Pati d'accés a l'església